# ファトン・トスキ
ファトン・トスキ（Faton Toski、1987年2月17日 - ）は、ユーゴスラビア・ジラン生まれのサッカー選手。コソボ代表。ポジションはMF。

## クラブ歴
ユーゴスラビアのジランに生まれ、幼い頃に家族でドイツに移住した。TuSマッカビ・フランクフルトでサッカーを始め、翌年にアイントラハト・フランクフルトの下部組織に移籍した。
2007年5月12日に行われたブンデスリーガのSVヴェルダー・ブレーメン戦でアイントラハト・フランクフルトのトップチーム初出場。12月8日に行われたシャルケ04戦で初得点。
2010年6月11日に16年間在籍したアイントラハト・フランクフルトを去り、VfLボーフムに移籍。
2014年1月21日に更改オプションつきの半年の契約でFSVフランクフルトに移籍。2月7日に行われた古巣のボーフム戦で72分にニキータ・ルカヴィツヤに代わって出場した。半年で出場は6試合、そのうちスターティングメンバーは2試合の起用に止まったが契約は更新された。
2016年8月16日にはカテゴリア・スペリオレのKFラチに自由契約から2年契約で加入。その経歴からマルセロ・トロイージ監督に主将に任命された。9月7日の昇格組KFコラビ・ペシュコピ戦で初出場を果たしたがスコアレスドローに試合は終った。10月17日に行われた第7節のFKヴラズニア戦で相手ゴールキーパーのジャスミン・アゴヴィッチのポジション取りの隙をついてミドルシュートを放ち初得点。年末までにカップ戦1試合を含む11試合に出場したが、年始にマレーシア・スーパーリーグのペラFAが買い取った。
しかしペラFAの在籍は半年に止まり無所属となった。

## 代表歴
ドイツU-19代表として5試合に出場し1得点の経歴がある。
2010年にはアルバニアのメディアにコソボ代表を目指す事を明言したが、コソボ代表の承認に問題が起こった場合はアルバニア代表での出場を受入れるとも語った。
2014年3月5日に行われたハイチ代表戦で途中出場しコソボ代表初出場。同年に3試合コソボ代表として出場したが、国際サッカー連盟にコソボ代表が承認されたのは2016年なので、国際サッカー連盟公式試合での出場はない。

## 個人成績

### クラブ
2017年5月6日現在
| 2006-07    | アイントラハト・フランクフルト | 32         | ブンデス   | 2        | 0        | 0          | 0          | 2        | 0        |
| 2007-08    | アイントラハト・フランクフルト | 32         | ブンデス   | 12       | 2        | 1          | 0          | 13       | 2        |
| 2008-09    | アイントラハト・フランクフルト | 32         | ブンデス   | 13       | 1        | 0          | 0          | 13       | 1        |
| 2009-10    | アイントラハト・フランクフルト | 32         | ブンデス   | 0        | 0        | 0          | 0          | 0        | 0        |
| 2010-11    | ボーフム                       | 14         | ツヴァイテ | 17       | 0        | 1          | 0          | 18       | 0        |
| 2011-12    | ボーフム                       | 20         | ツヴァイテ | 15       | 2        | 2          | 0          | 17       | 2        |
| 2012-13    | ボーフム                       | 20         | ツヴァイテ | 9        | 1        | 0          | 0          | 9        | 1        |
| 2013-14    | FSVフランクフルト              | 30         | ツヴァイテ | 6        | 0        | 0          | 0          | 6        | 0        |
| 2014-15    | FSVフランクフルト              | 30         | ツヴァイテ | 11       | 1        | 0          | 0          | 11       | 1        |
| アルバニア | アルバニア                     | アルバニア | アルバニア | リーグ戦 | リーグ戦 | オープン杯 | オープン杯 | 期間通算 | 期間通算 |
| 2016-17    | ラチ                           | 20         | スペリオレ | 10       | 1        | 1          | 0          | 11       | 1        |
| マレーシア | マレーシア                     | マレーシア | マレーシア | リーグ戦 | リーグ戦 | FA杯       | FA杯       | 期間通算 | 期間通算 |
| 2017       | ペラ                           | 9          | スーパー   | 10       | 1        | 2          | 2          | 12       | 3        |
| 通算       | ドイツ                         | ドイツ     | ブンデス   | 27       | 3        | 1          | 0          | 28       | 3        |
| 通算       | ドイツ                         | ドイツ     | ツヴァイテ | 58       | 4        | 3          | 0          | 61       | 4        |
| 通算       | アルバニア                     | アルバニア | スペリオレ | 10       | 1        | 1          | 0          | 11       | 1        |
| 通算       | マレーシア                     | マレーシア | スーパー   | 10       | 1        | 2          | 2          | 12       | 3        |
| 総通算     | 総通算                         | 総通算     | 総通算     | 105      | 9        | 7          | 2          | 112      | 11       |

| 2005-06 | アイントラハト・フランクフルトII |        | ヘッセン     | 1  | 0 | 1  | 0 |
| 2006-07 | アイントラハト・フランクフルトII |        | ヘッセン     | 11 | 3 | 11 | 3 |
| 2007-08 | アイントラハト・フランクフルトII |        | ヘッセン     | 12 | 2 | 12 | 2 |
| 2009-10 | アイントラハト・フランクフルトII |        | レギオナル南 | 17 | 4 | 17 | 4 |
| 2012-13 | ボーフムII                       |        | レギオナル西 | 2  | 0 | 2  | 0 |
| 通算    | ドイツ                           | ドイツ | レギオナル   | 19 | 4 | 19 | 4 |
| 通算    | ドイツ                           | ドイツ | ヘッセン     | 24 | 5 | 24 | 5 |
| 総通算  | 総通算                           | 総通算 | 総通算       | 43 | 9 | 43 | 9 |

### 代表
2014年5月25日現在
| コソボ代表 | コソボ代表 | コソボ代表 |
| 年         | 出場       | 得点       |
| ---------- | ---------- | ---------- |
| 2014       | 3          | 0          |
| 計         | 3          | 0          |